# Ming-Kusch
Ming-Kusch (kirgisisch für tausend Vögel) ist ein Dorf im Oblus Naryn im Osten Kirgisistans.

## Geographie
Der Ort liegt am rechten Ufer des Ming-Kusch. Im Norden liegt der Kabak-Too, im Süden der Moldo-Too.

## Geschichte
Das Dorf wurde 1949 für den Abbau von Uran gegründet. Zu Sowjetzeiten wurde in Ming-Kusch Uran abgebaut und der Ort war reich, galt als „Moskau Zentralasiens“. Mingkusch war seit 1953 Siedlung städtischen Typs klassifiziert. Nach dem Ende des Uranabbaus in den 1980er-Jahren verkam der Ort jedoch und gilt heute als zu großen Teilen verlassen. 2012 verlor der Ort den Status einer Siedlung städtischen Typs und wurde zum Dorf herabgestuft.

## Bevölkerung
Als die komplett auf den Uranabbau ausgerichtete Industrie niederging, ging auch die Bevölkerung massiv zurück; von über 8500 im Jahr 1979 bis etwa 3500 im Jahr 2009. Die vorherrschende Ethnie sind Kirgisen, gefolgt von den Russen.
| Jahr | Einwohnerzahl |
| ---- | ------------- |
| 1970 | 6134          |
| 1979 | 8544          |
| 1989 | 8377          |
| 1999 | 4760          |
| 2009 | 3353          |
| 2021 | 3647          |

Quellen:

## Radioaktive Gefahr
440.000 Tonnen radioaktives Material, die beim Abbau des Urans abfielen, wurden oftmals unsachgemäß gelagert. Von den drei Lagerstätten ist besonders eine problematisch. Sie liegt am Fluss und ist gleichzeitig dem Ort am nächsten. Der Fluss wurde 1968 durch ein Betonbett umgeleitet, das aber nicht erneuert wurde und zu 70 % zerstört ist. Zudem stellt ein Hang mit Erdrutschgefahr ein weiteres Problem dar. Sollte der Hang abrutschen, würde der Fluss über die Ufer treten und die Lagerstätten überschwemmen, was eine radioaktive Katastrophe auslösen würde. 2018 wurden die Abfälle jedoch in eine sicherere Lagerstätte weiter oben in den Bergen gebracht.

## Söhne und Töchter des Ortes
- Wiktor Semjonowitsch Abramow (* 1956), russischer Politiker